# جائزة بارك كيونغ-ني
جائزة بارك كيونغ-ني (بالكورية: 박경리 문학상) هي جائزة أدبية دولية ترعاها وتمنحها مؤسسة توجي للثقافة في كوريا الجنوبية. أُنشئت سنة 2011 تخليدًا لذكرى الروائية الكورية الجنوبية بارك كيونغ-ني (1926 ـ 2008)، التي اشتهرت برواية الأجيال الطويلة «توجي» (الأرض) ذات الأجزاء الستة عشر.

## قيمة الجائزة
تبلغ قيمة الجائزة المالية مائة ألف دولار، مما يجعلها واحدة من أعلى الجوائز الأدبية قيمة في العالم.

## حائزو الجائزة
- 2011: تشوي إن-هون (كوريا الجنوبية)[2]
- 2012: ليودميلا أوليتسكايا (روسيا)[3]
- 2013: مارلين روبنسون (الولايات المتحدة الأمريكية)[4]
- 2014: برنهارد شلينك (ألمانيا)[5]
- 2015: عاموس عوز (إسرائيل)[6]
- 2016: نغوغي وا ثيونغو (كينيا)[7]
- 2017: أنتونيا سوزان بيات (بريطانيا)[8]